# Corrimiento de tierra de Leyte del Sur de 2006

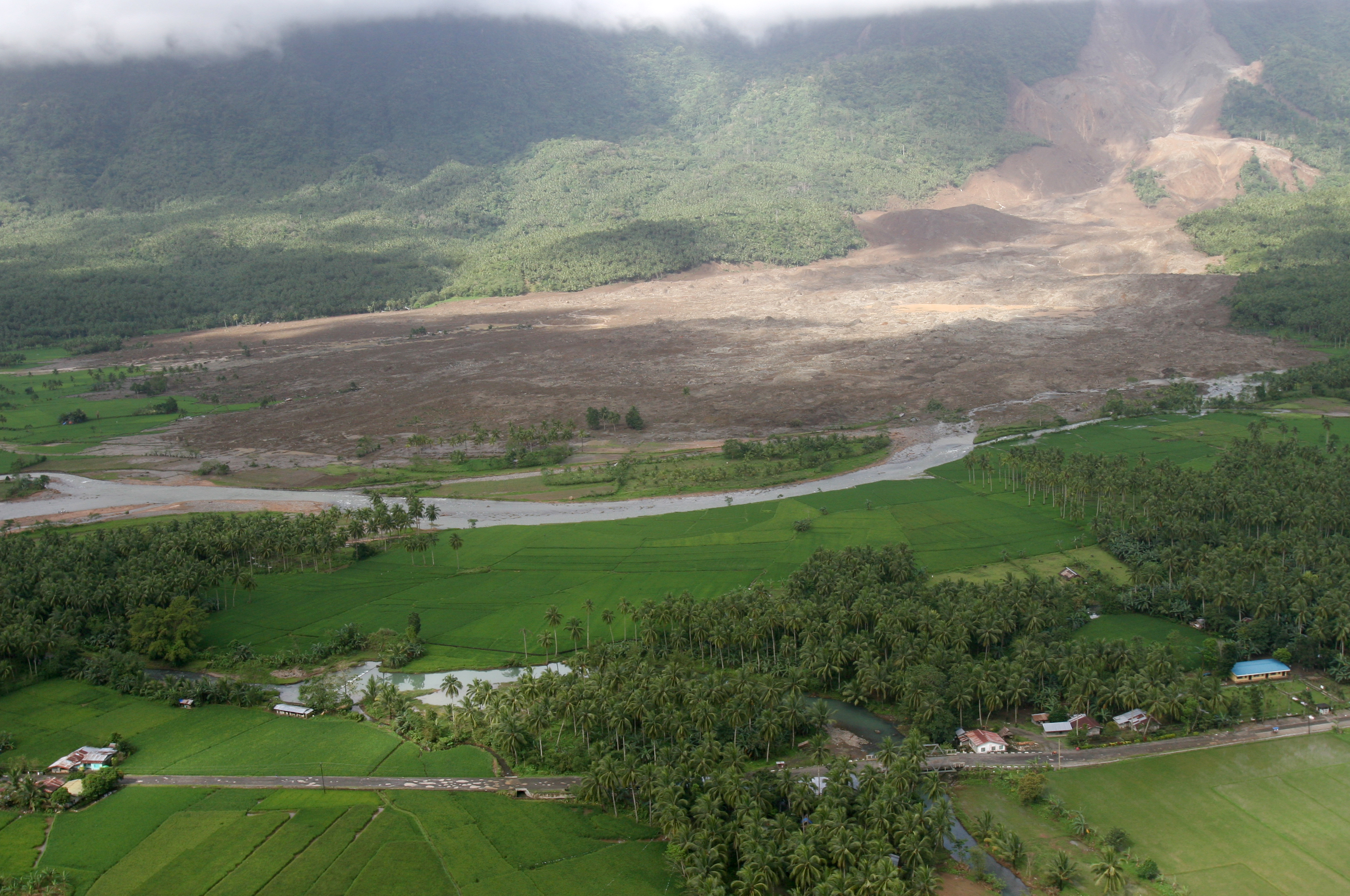
Corrimiento de tierra de Leyte del Sur.

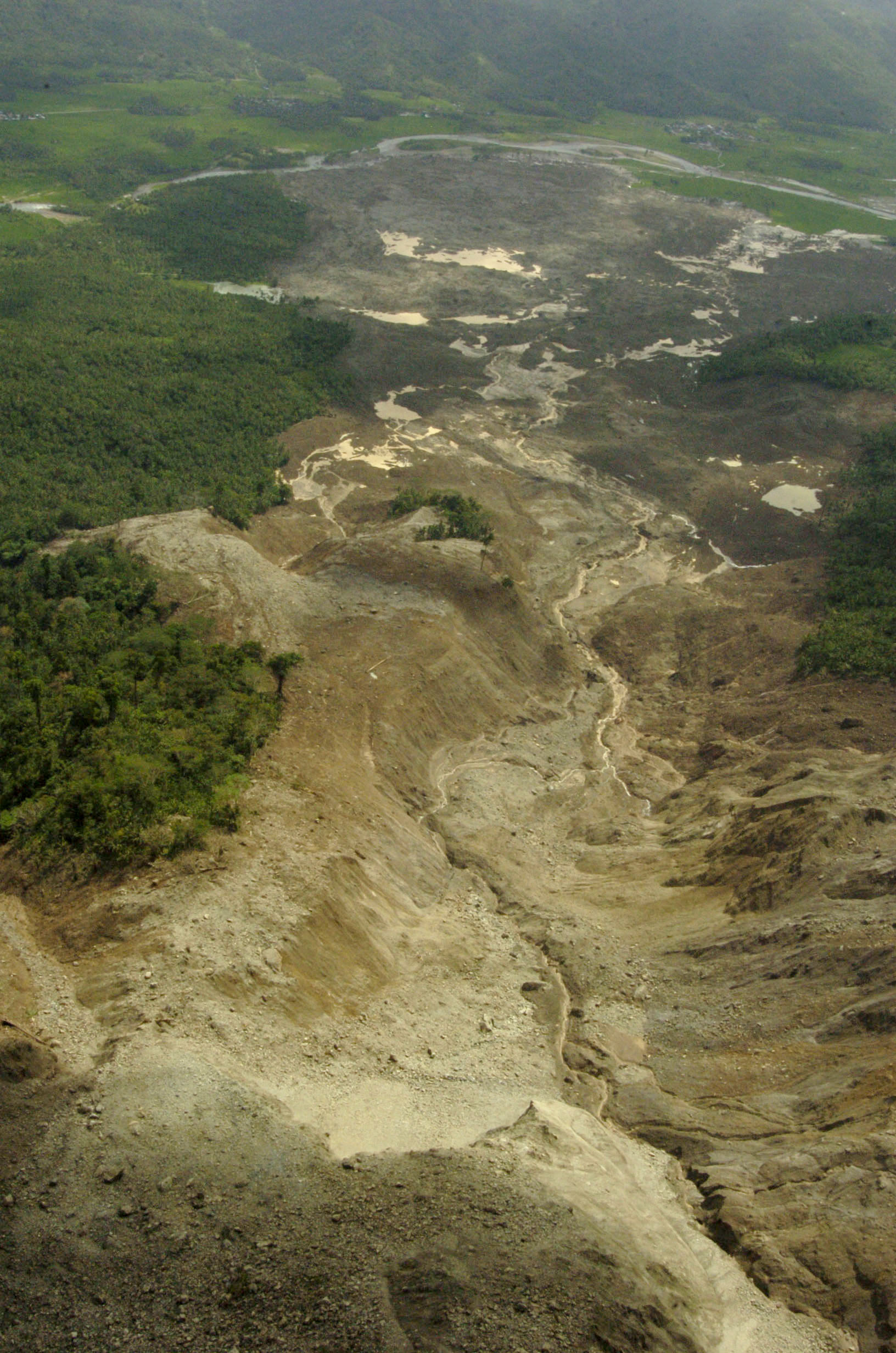
Corrimiento de tierra de Leyte del Sur.

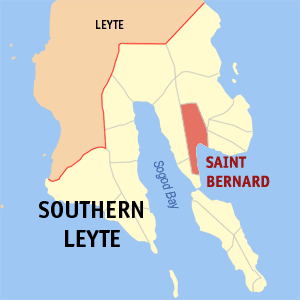
Situación de Saint Bernard en Leyte del Sur.

El 17 de febrero de 2006 tuvo lugar una serie de corrimientos de tierra en la provincia de Leyte del Sur en Filipinas, tras diez días de intensas lluvias. Momentos antes del desastre se produjo un leve sismo de 2,3 grados en la escala de Richter. Se ha confirmado la muerte de 16 personas y permanecen desaparecidas más de 1.500.

## Consecuencias directas del desastre
La municipalidad de San Bernardo, en Leyte del Sur, fue una de las zonas más afectadas, en la cual se reportaron 50 víctimas mortales. Se estima que unas 200 personas más perdieron la vida, y cerca de 1.500 están desaparecidas. El Barangay de Guinsaugon, una aldea de 2500 personas situada en la zona montañosa, fue prácticamente destruida por el corrimiento de tierra.
Durante los corrimientos ocurridos entre las 9 a. m. y las 10 a. m., una escuela fue sepultada en momentos en que se dictaban clases en la misma. De acuerdo al gobernador Rosette Lerias, la escuela albergaba en ese momento a 246 alumnos y 7 maestros, de los cuales solo un mayor y un menor habían sido rescatados al 17 de febrero. Por otro lado, en el momento del desastre había unos 100 visitantes en la aldea que participaban de un encuentro de mujeres.
El 14 de febrero de 2006, el gobernador Lerias declaró el estado de calamidad en la población de Sógod. Por otra parte, afirmó que si bien muchos pobladores habían abandonado la zona por temor a nuevos corrimientos, varios de ellos habían regresado luego de que disminuyeran las precipitaciones.

## Repercusiones
De acuerdo a la KCNA (la agencia central de noticias coreana), Kim Young Nam ofreció sus condolencias a la administración de Arroyo, manifestando que "expresaba sus condolencias a los familiares de los muertos, y a los pobladores de las áreas afectadas por el desastre".
La KCNA manifestó también su confianza en que Arroyo lograría recuperar la estabilidad de las áreas afectadas.

## Incidentes similares
Otro deslizamiento de tierra ocurrió en diciembre de 2003, sepultando el pueblo de San Francisco y matando alrededor de 200 personas.
El 11 de julio de 2000, un corrimiento producido por las fuertes lluvias provocó la muerte de 193 personas en el norte de Manila, en las Filipinas.
En 1991, un tifón desencadenó inundaciones en la Isla de Leyte matando más de 5.000 personas.